# Dźodhpur
Dźodhpur (hindi जोधपुर, Jodhpur) – miasto w północno-zachodnich Indiach, w stanie Radżastan, na skraju pustyni Thar. Około 927 tys. mieszkańców.

## Historia
- 1459 – założenie miasta przez Rao Dźodha, króla Marwaru z dynastii Rathaurów

## Zabytki
- Twierdza Mehrangarh
- Pałac Umaid Bhawan
- Cenotaf Dźaswant Thada

## Galeria

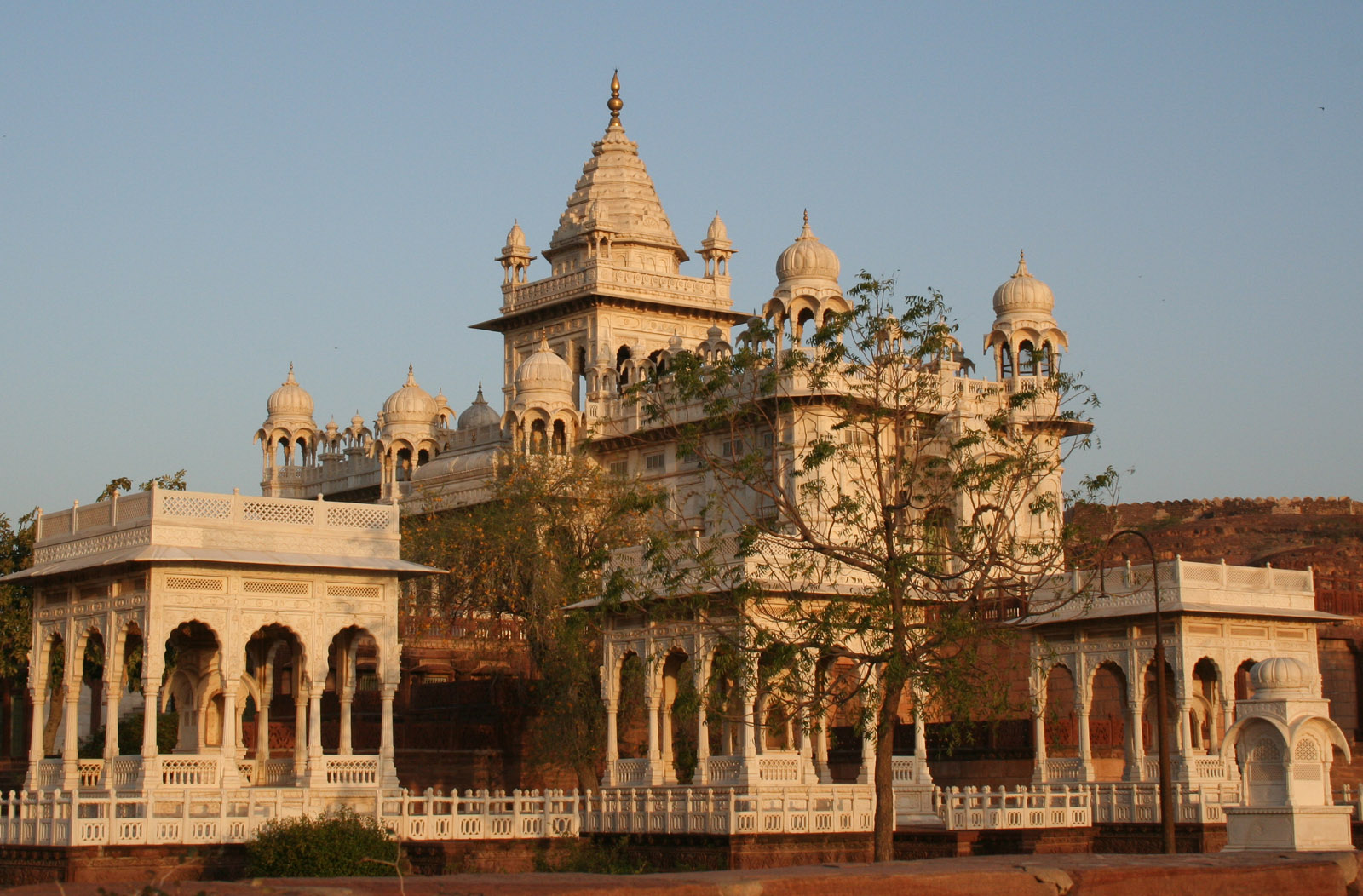
Mauzoleum Dźaswant Thada
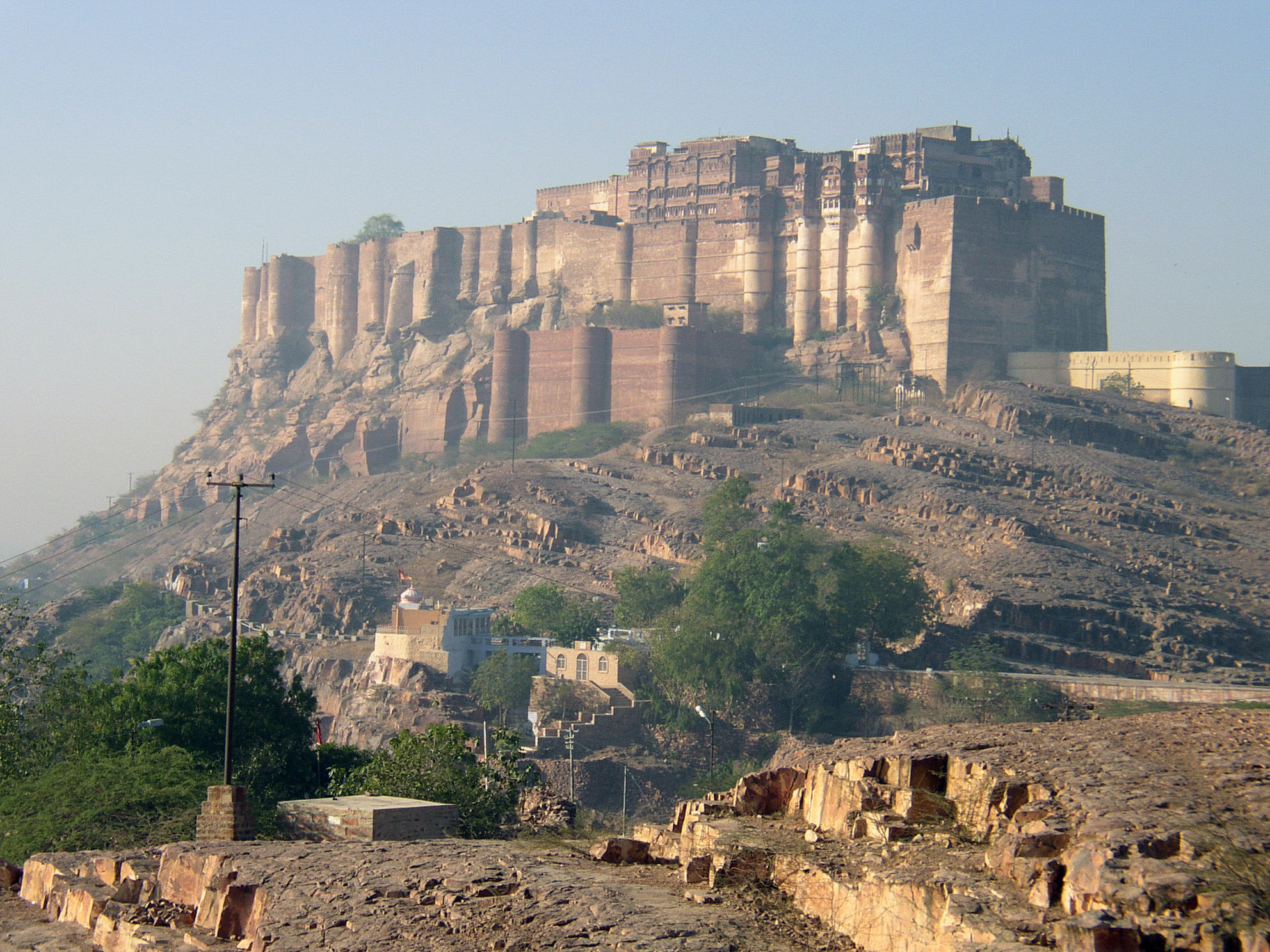
Twierdza Mehrangarh
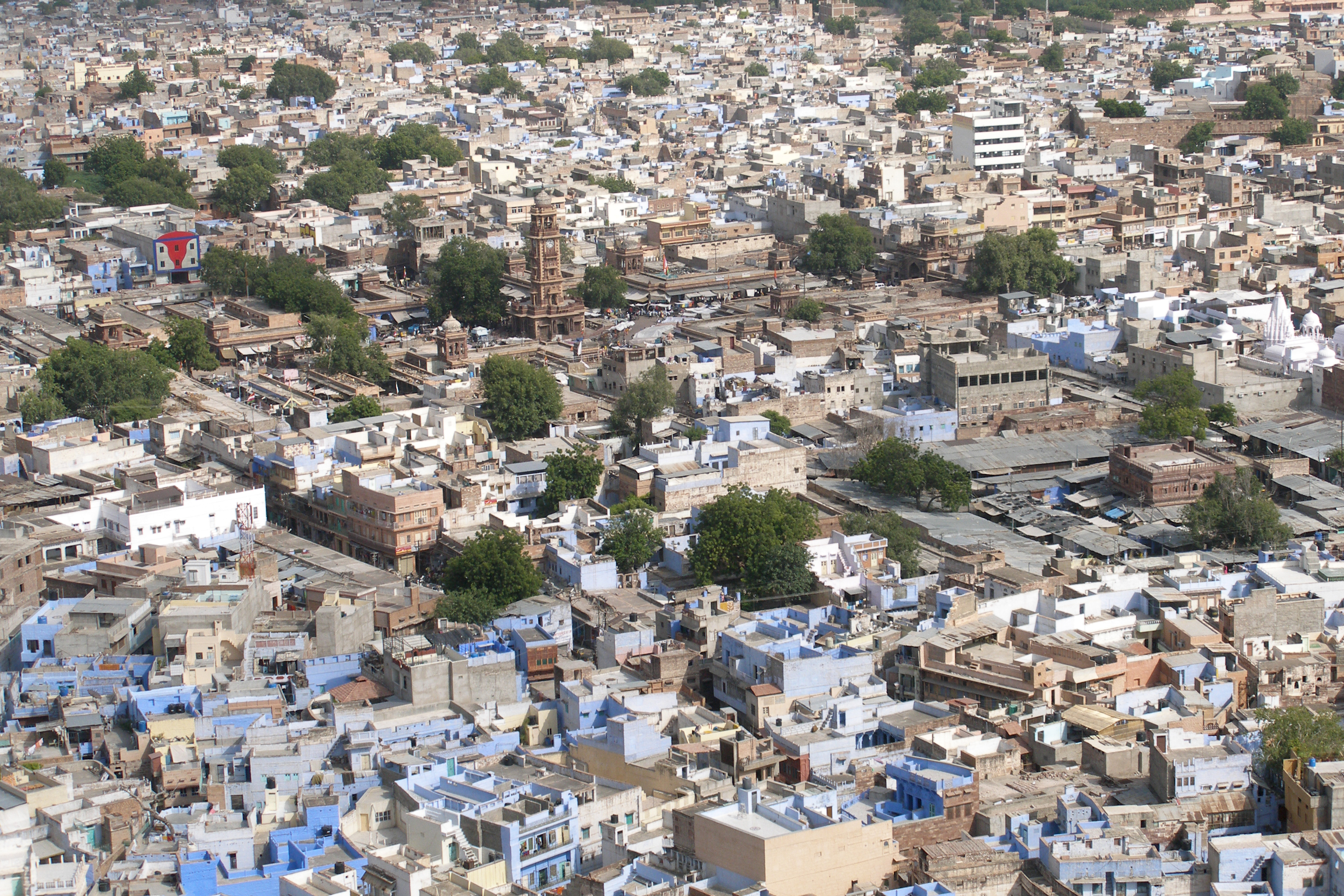
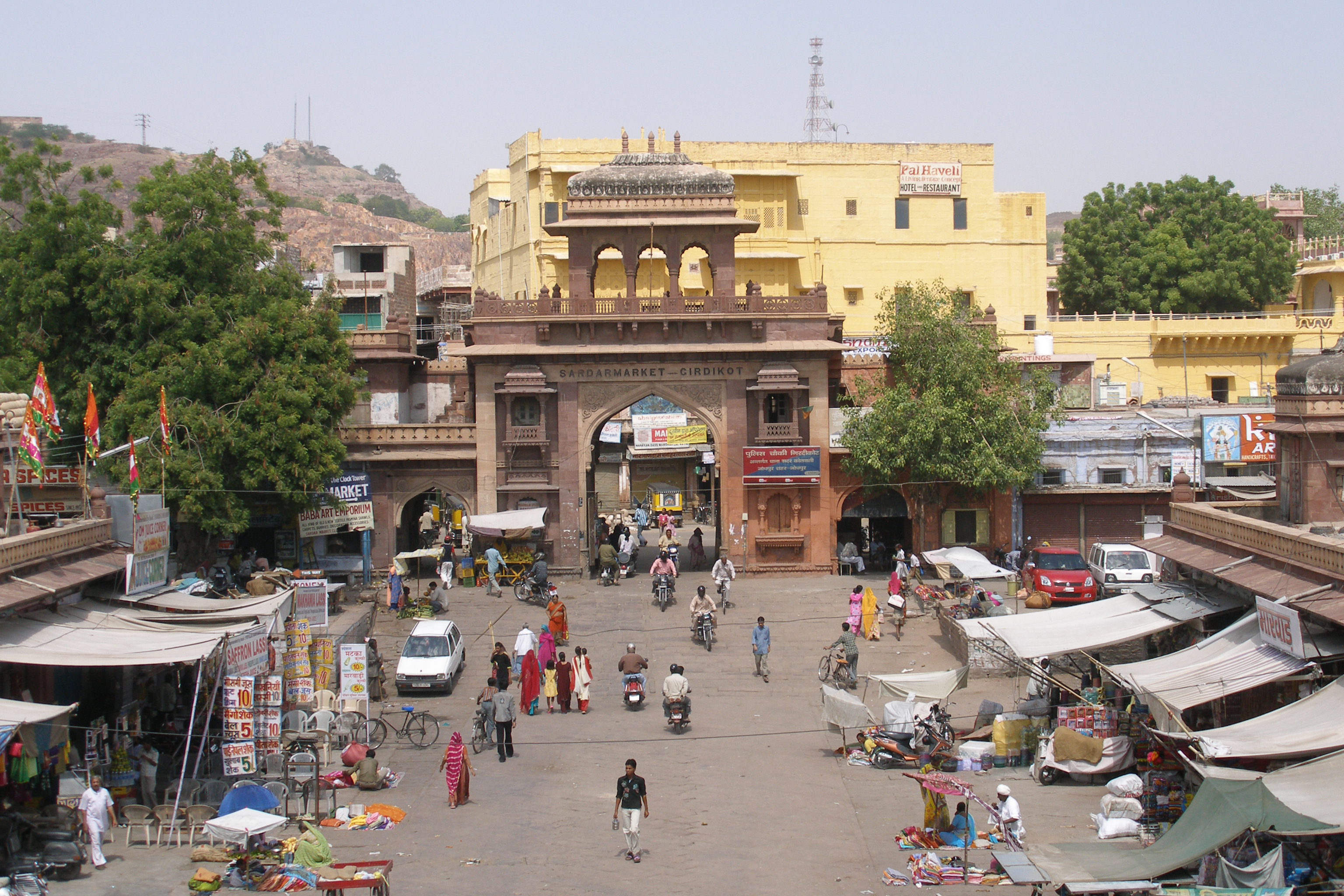
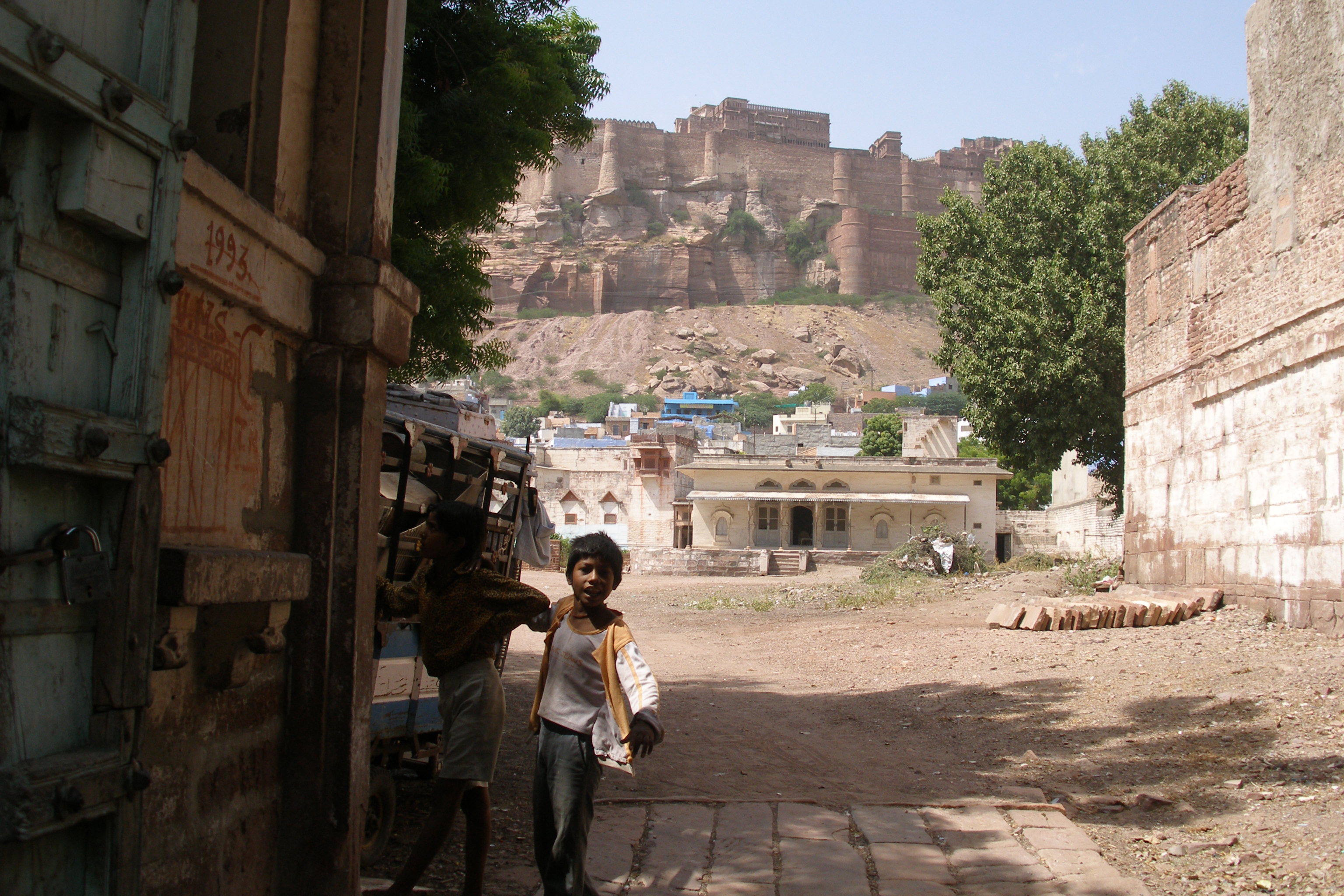